# Lithocarpus echinulatus
Lithocarpus echinulatus là một loài thực vật có hoa trong họ Cử. Loài này được Soepadmo mô tả khoa học đầu tiên năm 1970.